# Volley Milano 2021-2022
Questa voce raccoglie le informazioni riguardanti il Volley Milano nelle competizioni ufficiali della stagione 2021-2022.

## Stagione
Nella stagione 2021-22 il Volley Milano assume la denominazione sponsorizzata di Vero Volley Monza.
Grazie al quarto posto in classifica nella precedente stagione, disputa per la prima volta la Supercoppa italiana, dove giunge in finale, sconfitta dalla Trentino.
Partecipa per l'undicesima volta al campionato di Superlega; chiude la regular season al settimo posto in classifica, qualificandosi per i play-off scudetto, dove viene sconfitto nei quarti di finale dalla Lube. Disputa quindi i play-off 5º posto giungendo al terzo posto al termine della fase a girone e venendo successivamente eliminata in semifinale per opera della Top Volley Latina.
A seguito del sesto posto in classifica al termine del girone di andata della regular season partecipa alla Coppa Italia: viene eliminato nei quarti di finale a seguito della gara persa contro la Trentino.
Partecipa infine, grazie ai risultati della stagione precedente, per la prima volta alla Coppa CEV; dopo un percorso netto, viene sconfitta nell'andata delle semifinali dallo Zenit-Kazan: tuttavia a seguito dell'esclusione delle squadre russe a seguito dell'invasione dell'Ucraina a opera della Russia, giunge in finale, dove conquista il titolo, vincendo la doppia sfida con il Tours.

## Organigramma societario
Area direttiva
- Presidente: Alessandra Marzari
- Vicepresidente: Alberto Zucchi
- Team manager: Cesare Capetti, Francesca Devetag
- Direttore sportivo: Claudio Bonati
- Direttore generale: Ilaria Conciato
- Vicedirettore generale: Silvia Fortunato

Area tecnica
- Allenatore: Massimo Eccheli
- Allenatore in seconda: Giuseppe Ambrosio
- Assistente allenatore: Francesco Oleni
- Scout man: Luca Berarducci
- Talent scout: Mario Barigione (dal 1º settembre 2021)

Area comunicazione
- Ufficio stampa: Giò Antonelli
- Area comunicazione: Dario Keller
- Social media manager: Giovanni Paini, Andrea Torelli
- Account: Emanuele Cattaneo
- Responsabile eventi: Valentina Monguzzi

Area marketing
- Ufficio marketing: Michele Spera
- Responsabile marketing: Gianpaolo Martire

Area sanitaria
- Medico: Carlo Maria Pozzi
- Fisioterapista: Cesare Zanardi
- Preparatore atletico: Silvio Colnago

## Rosa
| N° | Nome                  | Ruolo | Data di nascita   | Nazionalità sportiva |
| -- | --------------------- | ----- | ----------------- | -------------------- |
| 1  | Aleks Grozdanov       | C     | 28 marzo 1998     | Bulgaria             |
| 2  | Denis Karjagin        | S     | 28 settembre 2002 | Bulgaria             |
| 3  | Tomasz Calligaro      | P     | 29 marzo 1993     | Italia               |
| 4  | Donovan Džavoronok    | S     | 23 luglio 1997    | Rep. Ceca            |
| 5  | Santiago Orduna       | P     | 31 agosto 1983    | Italia               |
| 6  | Francesco Comparoni   | C     | 22 giugno 2001    | Italia               |
| 7  | Filippo Federici      | L     | 26 dicembre 2000  | Italia               |
| 8  | Alessandro Galliani   | S     | 22 ottobre 1998   | Italia               |
| 9  | György Grozer         | O     | 27 novembre 1984  | Germania             |
| 11 | Gianluca Galassi      | C     | 24 luglio 1997    | Italia               |
| 12 | Milan Katić           | S     | 22 ottobre 1993   | Serbia               |
| 13 | Thomas Beretta        | C     | 18 aprile 1990    | Italia               |
| 14 | Tomislav Mitrašinović | O     | 14 febbraio 2000  | Croazia              |
| 15 | Uladzislaŭ Davyskiba  | S     | 31 marzo 2001     | Bielorussia          |
| 20 | Marco Gaggini         | L     | 7 aprile 2002     | Italia               |

## Mercato
| Acquisti | Acquisti              | Acquisti          | Acquisti   |
| R.       | Nome                  | da                | Modalità   |
| -------- | --------------------- | ----------------- | ---------- |
| C        | Francesco Comparoni   | Valdimagra        | definitivo |
| S        | Alessandro Galliani   | Libertas Brianza  | definitivo |
| C        | Aleks Grozdanov       | Porto Robur Costa | definitivo |
| O        | György Grozer         | You Energy        | definitivo |
| S        | Denis Karjagin        | Neftohimik        | definitivo |
| S        | Milan Katić           | LKPS              | definitivo |
| O        | Tomislav Mitrašinović | HAOK Mladost      | definitivo |

| Cessioni | Cessioni              | Cessioni          | Cessioni      |
| R.       | Nome                  | a                 | Modalità      |
| -------- | --------------------- | ----------------- | ------------- |
| L        | Davide Brunetti       | Team Volley       | definitivo    |
| C        | Francesco Comparoni   | Porto Robur Costa | prestito      |
| S        | Simone Falgari        | Scanzorosciate    | definitivo    |
| C        | Maxwell Holt          | You Energy        | definitivo    |
| O        | Adis Lagumdžija       | You Energy        | definitivo    |
| O        | Tomislav Mitrašinović | Cambrai           | definitivo    |
| C        | Mateusz Poręba        | AZS Olsztyn       | fine prestito |
| O        | Daniel Ramírez        | Losanna UC        | definitivo    |

## Risultati

### Superlega

#### Girone di andata
| 1ª giornata - 10 ottobre 2021 Palazzetto dello sport, Monza               | Milano             | 3 - 1 | Modena         | 24-26, 25-23, 28-26, 25-20        |
| 2ª giornata - 17 ottobre 2021 Palalido, Milano                            | Powervolley Milano | 3 - 2 | Milano         | 18-25, 27-25, 25-15, 20-25, 15-8  |
| 3ª giornata - 31 ottobre 2021 Palazzetto dello sport, Monza               | Milano             | 3 - 0 | Prisma Taranto | 25-18, 25-23, 25-18               |
| 4ª giornata - 3 novembre 2021 PalaDeAndré, Ravenna                        | Porto Robur Costa  | 1 - 3 | Milano         | 17-25, 19-25, 25-19, 14-25        |
| 5ª giornata - 7 novembre 2021 Palazzetto dello sport, Monza               | Milano             | 3 - 0 | You Energy     | 25-22, 25-21, 25-17               |
| 6ª giornata - 14 novembre 2021 PalaTrento, Trento                         | Trentino           | 3 - 1 | Milano         | 19-25, 25-16, 27-25, 25-23        |
| 7ª giornata - 20 novembre 2021 Palazzetto dello Sport, Cisterna di Latina | Top Volley Latina  | 2 - 3 | Milano         | 18-25, 25-23, 23-25, 25-16, 14-16 |
| 8ª giornata - 24 novembre 2021 Palazzetto dello sport, Monza              | Milano             | 2 - 3 | Padova         | 23-25, 25-14, 17-25, 25-22, 12-15 |
| 9ª giornata - 27 novembre 2021 PalaMaiata, Vibo Valentia                  | Callipo            | 2 - 3 | Milano         | 25-23, 25-22, 20-25, 18-25, 6-15  |
| 11ª giornata - 10 novembre 2021 Palazzetto dello sport, Monza             | Milano             | 0 - 3 | Lube           | 21-25, 17-25, 16-25               |
| 12ª giornata - 12 dicembre 2021 PalaEvangelisti, Perugia                  | Sir Safety Perugia | 3 - 1 | Milano         | 25-14, 25-18, 22-25, 25-20        |
| 13ª giornata - 19 dicembre 2021 Palazzetto dello sport, Monza             | Milano             | 3 - 2 | Verona         | 25-17, 23-25, 26-24, 22-25, 17-15 |

#### Girone di ritorno
| 14ª giornata - 30 dicembre 2021 PalaPanini, Modena               | Modena         | 3 - 0 | Milano             | 25-19, 25-22, 25-21               |
| 15ª giornata - 26 gennaio 2022 Palazzetto dello sport, Monza     | Milano         | 0 - 3 | Powervolley Milano | 22-25, 16-25, 22-25               |
| 16ª giornata - 5 gennaio 2022 PalaMazzola, Taranto               | Prisma Taranto | 2 - 3 | Milano             | 25-22, 23-25, 25-19, 18-25, 10-15 |
| 17ª giornata - 16 febbraio 2022 Palazzetto dello sport, Monza    | Milano         | 3 - 0 | Porto Robur Costa  | 25-14, 25-19, 25-20               |
| 18ª giornata - 2 gennaio 2022 PalaBanca, Piacenza                | You Energy     | 3 - 0 | Milano             | 25-23, 25-17, 34-32               |
| 19ª giornata - 30 gennaio 2022 Palazzetto dello sport, Monza     | Milano         | 1 - 3 | Trentino           | 25-23, 13-25, 21-25, 20-25        |
| 20ª giornata - 6 febbraio 2022 Palazzetto dello sport, Monza     | Milano         | 3 - 1 | Top Volley Latina  | 22-25, 25-23, 25-23, 25-18        |
| 21ª giornata - 12 febbraio 2022 PalaSanLazzaro, Padova           | Padova         | 0 - 3 | Milano             | 21-25, 17-25, 22-25               |
| 22ª giornata - 19 febbraio 2022 Palazzetto dello sport, Monza    | Milano         | 0 - 3 | Callipo            | 23-25, 23-25, 21-25               |
| 24ª giornata - 23 gennaio 2022 PalaCivitanova, Civitanova Marche | Lube           | 3 - 0 | Milano             | 25-19, 25-16, 25-17               |
| 25ª giornata - 13 marzo 2022 Palazzetto dello sport, Monza       | Milano         | 1 - 3 | Sir Safety Perugia | 21-25, 32-30, 23-25, 22-25        |
| 26ª giornata - 20 marzo 2022 PalaOlimpia, Verona                 | Verona         | 3 - 1 | Milano             | 22-25, 25-19, 25-18, 27-25        |

#### Play-off scudetto
| Quarti di finale (gara 1) - 27 marzo 2022 PalaCivitanova, Civitanova Marche | Lube   | 3 - 0 | Milano | 27-25, 25-16, 25-17        |
| Quarti di finale (gara 2) - 2 aprile 2022 Palazzetto dello sport, Monza     | Milano | 1 - 3 | Lube   | 26-28, 25-19, 17-25, 23-25 |

#### Play-off 5º posto
| 1ª giornata - 16 aprile 2022 Palalido, Milano                         | Powervolley Milano | 1 - 3 | Milano            | 25-13, 23-25, 23-25, 18-25 |
| 2ª giornata - 23 aprile 2022 Palazzetto dello sport, Monza            | Milano             | 3 - 1 | Verona            | 25-23, 17-25, 25-13, 25-16 |
| 3ª giornata - 27 aprile 2022 PalaBanca, Piacenza                      | You Energy         | 3 - 0 | Milano            | 25-17, 25-20, 25-23        |
| 4ª giornata - 30 aprile 2022 Palazzetto dello sport, Monza            | Milano             | 0 - 3 | Top Volley Latina | 16-25, 16-25, 13-25        |
| 5ª giornata - 3 maggio 2022 Palazzetto dello sport, Monza             | Milano             | 3 - 0 | Prisma Taranto    | 25-23, 25-23, 25-23        |
| Semifinali - 7 maggio 2022 Palazzetto dello Sport, Cisterna di Latina | Top Volley Latina  | 3 - 1 | Milano            | 15-25, 25-20, 25-22, 26-24 |

### Coppa Italia
| Quarti di finale - 16 gennaio 2022 PalaTrento, Trento | Trentino | 3 - 0 | Milano | 25-16, 25-13, 25-21 |

### Supercoppa italiana
| Semifinali - 23 ottobre 2021 PalaCivitanova, Civitanova Marche | Lube     | 1 - 3 | Milano | 22-25, 16-25, 25-21, 20-25 |
| Finale - 24 ottobre 2021 PalaCivitanova, Civitanova Marche     | Trentino | 3 - 1 | Milano | 25-11, 25-21, 31-33, 25-14 |

### Coppa CEV

#### Fase a eliminazione diretta
| Sedicesimi di finale (andata) - 1º dicembre 2021 Dom odbojke Bojan Stranić, Zagabria | HAOK Mladost | 1 - 3 | Milano       | 16-25, 25-18, 24-26, 22-25 |
| Sedicesimi di finale (ritorno) - 9 dicembre 2021 Palazzetto dello sport, Monza       | Milano       | 3 - 1 | HAOK Mladost | 23-25, 25-14, 25-15, 25-20 |
| Ottavi di finale (andata) - 12 gennaio 2022 Başkent Voleybol Salonu, Ankara          | Spor Toto    | 0 - 3 | Milano       | 12-25, 16-25, 18-25        |
| Ottavi di finale (ritorno) - 19 gennaio 2022 Palazzetto dello sport, Monza           | Milano       | 3 - 0 | Spor Toto    | 25-18, 25-18, 25-20        |
| Quarti di finale (andata) - 2 febbraio 2022 Centro Insular de Deportes, Las Palmas   | Guaguas      | 0 - 3 | Milano       | 15-25, 23-25, 23-25        |
| Quarti di finale (ritorno) - 9 febbraio 2022 Palazzetto dello sport, Monza           | Milano       | 3 - 1 | Guaguas      | 25-17, 25-12, 24-26, 25-19 |
| Semifinali (andata) - 24 febbraio 2022 Palazzetto dello sport, Monza                 | Milano       | 1 - 3 | Zenit-Kazan  | 14-25, 20-25, 25-19, 19-25 |
| Finale (andata) - 16 marzo 2022 Palazzetto dello sport, Monza                        | Milano       | 3 - 0 | Tours        | 25-19, 25-19, 25-22        |
| Finale (ritorno) - 23 marzo 2022 Salle Robert-Grenon, Tours                          | Tours        | 0 - 3 | Milano       | 24-26, 18-25, 18-25        |

## Statistiche

### Statistiche di squadra
| Competizione        | Punti | In casa | In casa | In casa | In trasferta | In trasferta | In trasferta | Totale | Totale | Totale |
| Competizione        | Punti | G       | V       | P       | G            | V            | P            | G      | V      | P      |
| ------------------- | ----- | ------- | ------- | ------- | ------------ | ------------ | ------------ | ------ | ------ | ------ |
| Superlega           | 31/9  | 16      | 8       | 8       | 16           | 6            | 10           | 32     | 14     | 18     |
| Coppa Italia        | -     | 0       | 0       | 0       | 1            | 0            | 1            | 1      | 0      | 1      |
| Supercoppa italiana | -     | 0       | 0       | 0       | 2            | 1            | 1            | 2      | 1      | 1      |
| Coppa CEV           | -     | 5       | 4       | 1       | 4            | 4            | 0            | 9      | 8      | 1      |
| Totale              | -     | 21      | 12      | 9       | 23           | 11           | 12           | 44     | 23     | 21     |

G = partite giocate; V = partite vinte; P = partite perse 

### Statistiche dei giocatori
| Giocatore       | Superlega | Superlega | Superlega | Superlega | Superlega | Coppa Italia | Coppa Italia | Coppa Italia | Coppa Italia | Coppa Italia | Supercoppa | Supercoppa | Supercoppa | Supercoppa | Supercoppa | Coppa CEV | Coppa CEV | Coppa CEV | Coppa CEV | Coppa CEV | Totale | Totale | Totale | Totale | Totale |
| Giocatore       | P         | PT        | AV        | MV        | BV        | P            | PT           | AV           | MV           | BV           | P          | PT         | AV         | MV         | BV         | P         | PT        | AV        | MV        | BV        | P      | PT     | AV     | MV     | BV     |
| --------------- | --------- | --------- | --------- | --------- | --------- | ------------ | ------------ | ------------ | ------------ | ------------ | ---------- | ---------- | ---------- | ---------- | ---------- | --------- | --------- | --------- | --------- | --------- | ------ | ------ | ------ | ------ | ------ |
| T. Beretta      | 31        | 116       | 80        | 31        | 5         | 1            | 7            | 5            | 2            | 0            | 2          | 0          | 0          | 0          | 0          | 9         | 68        | 38        | 29        | 1         | 43     | 191    | 123    | 62     | 6      |
| T. Calligaro    | 16        | 1         | 0         | 0         | 1         | -            | -            | -            | -            | -            | 2          | 0          | 0          | 0          | 0          | 4         | 4         | 0         | 3         | 1         | 22     | 5      | 0      | 3      | 2      |
| U. Davyskiba    | 32        | 408       | 313       | 47        | 48        | 1            | 11           | 8            | 2            | 1            | 2          | 19         | 16         | 1          | 2          | 9         | 95        | 69        | 18        | 8         | 44     | 533    | 406    | 68     | 59     |
| D. Džavoronok   | 32        | 481       | 393       | 35        | 53        | 1            | 8            | 8            | 0            | 0            | 2          | 31         | 24         | 1          | 6          | 9         | 107       | 84        | 10        | 13        | 44     | 627    | 509    | 46     | 72     |
| F. Federici     | 30        | 0         | 0         | 0         | 0         | 1            | 0            | 0            | 0            | 0            | 2          | 0          | 0          | 0          | 0          | 8         | 0         | 0         | 0         | 0         | 41     | 0      | 0      | 0      | 0      |
| M. Gaggini      | 15        | 0         | 0         | 0         | 0         | 1            | 0            | 0            | 0            | 0            | 1          | 0          | 0          | 0          | 0          | 4         | 0         | 0         | 0         | 0         | 21     | 0      | 0      | 0      | 0      |
| G. Galassi      | 32        | 217       | 163       | 42        | 12        | 1            | 3            | 2            | 1            | 0            | 2          | 18         | 12         | 4          | 2          | 9         | 61        | 40        | 16        | 5         | 44     | 299    | 217    | 63     | 19     |
| A. Galliani     | 16        | 3         | 1         | 0         | 2         | -            | -            | -            | -            | -            | 1          | 0          | 0          | 0          | 0          | 5         | 7         | 6         | 1         | 0         | 22     | 10     | 7      | 1      | 2      |
| A. Grozdanov    | 28        | 132       | 87        | 41        | 4         | -            | -            | -            | -            | -            | 2          | 15         | 7          | 5          | 3          | 6         | 20        | 12        | 7         | 1         | 36     | 167    | 106    | 53     | 8      |
| G. Grozer       | 25        | 427       | 344       | 30        | 53        | 0            | 0            | 0            | 0            | 0            | 2          | 43         | 32         | 3          | 8          | 5         | 63        | 50        | 9         | 4         | 32     | 533    | 426    | 42     | 65     |
| D. Karjagin     | 25        | 55        | 47        | 8         | 0         | 1            | 5            | 5            | 0            | 0            | 2          | 0          | 0          | 0          | 0          | 9         | 43        | 36        | 4         | 3         | 37     | 103    | 88     | 12     | 3      |
| M. Katić        | 15        | 55        | 46        | 8         | 1         | 1            | 2            | 1            | 0            | 1            | -          | -          | -          | -          | -          | 6         | 12        | 12        | 0         | 0         | 22     | 69     | 59     | 8      | 2      |
| T. Mitrašinović | 4         | 1         | 1         | 0         | 0         | -            | -            | -            | -            | -            | 1          | 0          | 0          | 0          | 0          | 2         | 17        | 13        | 1         | 3         | 7      | 18     | 14     | 1      | 3      |
| S. Orduna       | 32        | 36        | 17        | 13        | 6         | 1            | 1            | 1            | 0            | 0            | 2          | 1          | 1          | 0          | 0          | 9         | 13        | 8         | 3         | 2         | 44     | 51     | 27     | 16     | 8      |

P = presenze; PT = punti totali; AV = attacchi vincenti; MV = muri vincenti; BV = battute vincenti